# Ангкор Том
Ангкор Том је најдуговечнији и последњи велики град Кмерског царства. Град су открили француски ботаничари истраживачи 1860. године. !992. године је локација уписана на УНЕСКО листу светске културне баштине.
Ангкор Том основао је краљ Јошоравман Први (889—900). Град је разорен 1177. године, а поново га је саградио Џајаварман Седми (1181—1201). Народ Таји из јужне Кине опљачкао је Ангкор Том који је потом, 1431. године, напуштен. Четвороугаона основа овог града била је опасана зидинама и простирала се на око 9 km². У средишту се налазио краљевски комплекс, док су остале значачајније грађевине лоциране око ’Победничког трга’ мало северније. Ту се данас налазе бројни остаци двораца и храмова. Главни споменици су краљевски двор и велика пирамидална грађевина - Фимеанакас, а од осталих храмова постоје још и:
Тераса слонова, коју је користио краљ Јајаварман VII као платформу с које је вршио смотру своје војске на повратку из ратова. Она је дуга 350 м, а име је добила по великим раскошним исклесаним слоновима на њеном источном делу.
Тераса краља губавца (Преах Леарн Сдецх Кунлунг) се налази на северозападном делу Трга победе, а назив потиче од скулптуре из 15. века која приказује хиндуистичког бога смрти Јама, који је назван "краљем-губавцем" јер је на њему расла маховина која је подсећала на лепру, а у кмерским легендама је постојао краљ Дармараја који је имао ову болест коже.
Клеангзи ("складишта") су две грађевине непознате финкције које се налазе на источној страни Трга победе, одмах иза торња Прасат Суор Прат.
Пхимеанакас или Вимеанакас ("Небески храм") је хиндуистички храм из 10. столећа у облику пирамиде, основе 36 м са 28 м, на чијем врху је био торањ с некад златном куполом. Према кмерској традицији и легенди, коју је забележио кинески велепосланик Дагуан 1297. год., у његовом торњу је краљ проводио прву стражу сваке ноћи са женом која је представљала митску Нāга змију, и тада ни краљица их није смела ометати. Ако се Нāга не би појавила, краљу би дани били одбројани, а ако ипак краљ не би дошао, несрећа би задесила земљу.
Преах Палилау је храм, 400 м северно од Пимеанакаса, који има терасу (8,5 м са 30 м) с балустрадом седам глава на истоку коју чувају два обезглављена демона Дварапала и лав, те 33 метра дуг пролаз који га повезује с гопуром (торњем у облику димњака).
Преах Питу је комплекс пет храмова североисточно од Бајона од којих су четири хиндуистичка, изграђени у исто време и један будистички, изграђен касније. Данас су у прилично лошем стању.
Камени мост, повезује Ангкор Том с Источним Барајом (вештачким базеном који се види из свемира). Он има 14 уских лукова промера 1,1 м.Ангкор Том